# Rıza Tuyuran
Rıza Tuyuran (* 25. August 1960 in Istanbul) ist ein ehemaliger türkischer Fußballspieler und heutiger -trainer.

## Spielerkarriere
Tuyuran begann seine Karriere Anfang der 1980er-Jahre beim Zweitligisten Yedikule Gençlik SK. Nach zwei Jahren wechselte der Stürmer zu Fatih Karagümrük SK. Dort erzielte Tuyuran in 26 Ligaspielen sechs Tore und wurde zur Saison 1984/85 von Galatasaray Istanbul verpflichtet. Für die Gelb-Roten kam der Stürmer zu drei Ligaspielen und wurde nach fünf Monaten an Tarsus İdman Yurdu verkauft.
Für Tarsus İdman Yurdu spielte Tuyuran drei Jahre lang und wechselte zu Karşıyaka SK. Bei Karşıyaka gehörte Tuyuran als Stürmer zu den Stammspielern. Die Spielzeit 1990/91 beendete Karşıyaka auf dem vorletzten Platz und musste in die 2. Liga absteigen. In der nachfolgenden Saison gelang als Zweitligameister der Wiederaufstieg. Tuyuran erzielte in 32 Spielen 17 Tore. Nach dieser Saison verließ er Karşıyaka und wurde Spieler von Mersin İdman Yurdu.
Seine letzte Saison verbrachte Tuyuran bei Petrol Ofisi SK und wurde zum zweiten Mal Zweitligameister.

## Trainerkarriere
Ein Jahr nach seinem Karriereende wurde Tuyuran Co-Trainer bei Karşıyaka SK. 1998 übernahm Tuyuran als Cheftrainer die Mannschaft von Malatyaspor. In der Saison 2007/08 wurde Tuyuran mit Denizli Büyükşehir Belediyespor Viertligameister.

## Erfolge

### Als Spieler
Karşıyaka SK
- Zweitligameister: 1992

Petrol Ofisi SK
- Zweitligameister: 1994

### Als Trainer
Denizli BB
- Viertligameister: 2008